# Qiangkuang Shuiku
Qiangkuang Shuiku (kinesiska: 墙夼水库) är en reservoar i Kina. Den ligger i provinsen Shandong, i den östra delen av landet, omkring 210 kilometer sydost om provinshuvudstaden Jinan. Qiangkuang Shuiku ligger 96 meter över havet. Arean är 13,8 kvadratkilometer. Trakten runt Qiangkuang Shuiku består till största delen av jordbruksmark. Den sträcker sig 7,4 kilometer i nord-sydlig riktning, och 8,0 kilometer i öst-västlig riktning.
Genomsnittlig årsnederbörd är 958 millimeter. Den regnigaste månaden är juli, med i genomsnitt 307 mm nederbörd, och den torraste är januari, med 10 mm nederbörd.